# Chaenorhinum
Chaenorhinum es un género con 17 especies de plantas fanerógamas perteneciente a la familia Scrophulariaceae. Algunos expertos lo clasifican dentro de la familia Plantaginaceae.

## Especies seleccionadas
- Chaenorhinum berardi
- Chaenorhinum brasianum
- Chaenorhinum burnati
- Chaenorhinum cadevallii
- Chaenorhinum glareosum (Boiss.) Willk.
- Chaenorhinum grandiflorum (Cosson) Willk.
- Chaenorhinum macropodum (Boiss. & Reut.) Lange
- Chaenorhinum origanifolium (L.) Fourr.
- Chaenorhinum villosum (L.) Lange

## Sinónimo
- Chaenorrhinum (DC.) Rchb.
- Hueblia Speta[1]